# Chappell (Nebraska)
Chappell – miasto w Stanach Zjednoczonych, w stanie Nebraska, siedziba administracyjna hrabstwa Deuel.